# Tapinolachnus lacordairei
Tapinolachnus lacordairei là một loài bọ cánh cứng trong họ Cerambycidae.